# تعلم ذاتي
التعلم الذاتي أو عصامية التعلم، تعددت تعريفات التعلم الذاتي بتعدد المدارس التربوية والسيكولوجية، حيث نشأت تعريفات عديدة لمفهوم التعلم الذاتي، استندت كل منها إلى مجموعة من الإجراءات والمقومات، ولم يُجمع العلماء على تعريف شامل لهذا الاتجاه في التعلم، بمقدار ما وضع من اجتهادات لتعريفه من قبل الممارسين من الأساتذة والمربين الذين اعتمدوا على خبراتهم وتجاربهم ودراساتهم.

## تعريفات لمفهوم التعلم الذاتي
- عزيز حنا يرى أن التعيلم الذاتي: «عملية إجرائية مقصودة يحاول فيها المتعلم أن يكتسب بنفسه القدر المقنن من المعارف والمفاهيم والمبادئ والاتجاهات والقيم والمهارات، مستخدمًا أو مستفيدًا من التطبيقات التكنولوجية، إضافًة إلى الكتب المبرمجة ووسائل وآلات التعليم والتعيينات المختلفة».
- أحمد المنصور: «إنه التعلم الذي يوجه إلى كل فرد وفقا لميوله وسرعته الذاتية وخصائصه بطريقة مقصودة ومنهجية منظمة».
- أحمد اللقاني: هو الأسلوب الذي يعتمد على نشاط المتعلم بمجهوده الذاتي الذي يتوافق مع سرعته وقدراته الخاصة مستخدمًا في ذلك ما أسفرت عنه التكنولوجيا، كالمواد المبرمجة ووسائل تعليمية وأشرطة فيديو وبرامج تليفزيونية ومسجلات، وذلك لتحقيق مستويات أفضل من النماء والارتقاء، ولتحقيق أهداف تربوية منشودة للفرد".
- تاف (A.Tough): «إنه المجهود الذي يبذله الفرد من تلقاء نفسه لتهيئة المواقف التعليمية، واختيار مصادر التعلم المختلفة لتعلم بعض الحقائق والمعلومات والمهارات».
- رونتري (D.Rowntree): «إن التعليم الذاتي هو العملية التي يقوم فيها المتعلمون بتعليم أنفسهم مستخدمين أي مواد أو مصادر لتحقيق أهداف واضحة دون مساعدة مباشرة من المعلم».
- إيفان بافلوف عرف التعليم الذاتي كمفهوم سلوكي بقوله: «إن الفرد ممكن أن يتغير إلى الأحسن ومن الداخل، إذا توفرت في حياته فحسب الظروف الملائمة لأحداث هذا التغير، ويعضد هذا التغير ما يتصف به نشاطنا العصبي الراقي من المرونة، وقابلية للتشكيل والتكوين، وما يتضمن فيه من إمكانات كامنة وهائلة».
- ويرى بعض التربويين أن التعلم الذاتي يحصل نتيجة تعليم الفرد لنفسه بنفسه أو هو عبارة عن مجموعة من التعليمات التي تساعد علي تحسين التعلم عن طريق تأكيد ذاتية الأفراد المتعلمين من خلال برامج تعليمية مقننة، تعمل على خلق اتجاهات ومهارات ضرورية لدى المعلمين والطلاب على السواء، أو هو قيام التلميذ بنفسه بالمرور في المواقف التعليمية المتنوعة لإكتساب المعلومات والمهارات المطلوبة.

فالتغير من الداخل هو انعكاس للمتغيرات والاستثناءات التي تأتي من الخارج، وتأثر الفرد بالعوامل الخارجية هو الذي يحرك فيه هذا التغير، ويوجهه إلى الارتقاء بشخصيته، ومن هنا يتضح دور التوجيه والإرشاد التربوي في جعل التعليم الذاتي أسلوب حياة معتاد يحفز الفرد إلى السعي الدائب لأن يعلم نفسه ويرتقي بشخصيته، وبالتالي فإن التعليم الذاتي وفقا للمفهوم السلوكي: هو محاولة الفرد القيام بسلوك واعي ومنظم، الغرض منه الارتقاء بشخصية الفرد تحت الإشراف والتوجيه ومن الأمثلة على التعليم الذاتي هو تعلم لغة جديدة أو إتقان رياضة أو حرفة وما إلى ذلك.